# Chet Aubuchon
Chester J. "Chet" Aubuchon jr. (nacido el 18 de mayo de 1916 en Gary, Indiana y fallecido el 14 de abril de 2005) fue un jugador de baloncesto estadounidense que disputó una temporada en la BAA. Con 1,80 metros de estatura, jugaba en la posición de base.

## Trayectoria deportiva

### Universidad
Jugó durante su etapa universitaria con los Spartans de la Universidad Estatal de Míchigan, donde fue conocido por su habilidad con el balón como "Houdini of the Hardwood". Tras su temporada júnior, los medios de comunicación nacionales empezaron a hacerse eco de su juego, pero ese verano, trabajando en una tienda de electricidad se cortó un dedo, con tan mala suerte que la herida se le infectó y pasó a la sangre, permaneciendo hospitalizado durante seis meses, y recuperándose otros seis más. Regresó a los Spartans donde retomó el puesto de capitán, para jugar su último año. Tras graduarse, sirvió en la Armada de los Estados Unidos durante cuatro años, la mayor parte del tiempo en el Pacífico Sur durante la Segunda Guerra Mundial.

### Profesional
A su regreso del servicio militar, y ya con 30 años fichó por los Detroit Falcons de la recién creada BAA, con los que disputó la única temporada del equipo en la liga, promediando 2,2 puntos por partido.

## Estadísticas de su carrera en la NBA

### Temporada regular
| Temporada | Edad | Equipo          | Liga | Pos. | P  | TIT | MIN | TC  | TCA | %TC  | TL  | TLA | %TL  | REB | ASIS | FP  | PTS |
| 1946-47   | 30   | Detroit Falcons | BAA  |      | 30 |     |     | 0.8 | 3.0 | .253 | 0.6 | 1.2 | .543 |     | 0.7  | 1.5 | 2.2 |
| Total     |      |                 | BAA  |      | 30 |     |     | 0.8 | 3.0 | .253 | 0.6 | 1.2 | .543 |     | 0.7  | 1.5 | 2.2 |